# Bembidion procax
Bembidion procax är en skalbaggsart som beskrevs av Thomas Casey. Bembidion procax ingår i släktet Bembidion och familjen jordlöpare. Inga underarter finns listade i Catalogue of Life.